# Patrick Chapuis
Patrick Chapuis (3. září 1949 – 13. ledna 2021) byl francouzský fotograf.

## Životopis
Chapuis strávil dětství v Gabonu. Jeho otec byl astronomický fotograf. Během střední školy v Toulouse se spřátelil s Claudem Norim, který později založil fotogalerii a nakladatelství Contrejour. Chapuis studoval fotografii na École technique de photo v Toulouse, kde byl jeho učitelem Jean Dieuzaide, a na École nationale supérieure des arts décoratifs. Debutoval jako reportér-fotograf v Iráku v roce 1984. Jeho zprávy o Kurdech byly publikovány výhradně v Paris Match.
Od roku 1987 publikoval Chapuis řadu zpráv o starověkém Egyptě a stal se oficiálním fotografem muzea Louvre a francouzské mise chrámového komplexu Bubasteum.
Další fotografické dokumenty, které Chapuis publikoval, se objevily v GEO, National Geographic, Le Figaro Magazine, Science &amp; Vie, Stern, Science a dalších magazínech.
Patrick Chapuis zemřel v Paříži dne 13. ledna 2021 ve věku 71 let.

## Publikace
- Les Tombeaux retrouvés de Sakkara (2003)
- Le Labyrinthe des pyramides (2011)
- Mastabas de l’Egypte ancienne (2012)
- Intenses cités (2016)